# It Was a Good Day
"It Was a Good Day" er en sang af Ice Cube.